# Мончники (Островський повіт)
Мончники (пол. Mączniki) — село в Польщі, у гміні Нові Скальмежиці Островського повіту Великопольського воєводства.
Населення — 252 особи (2011).

## Демографія
Демографічна структура станом на 31 березня 2011 року:
|          | Загалом | Допрацездатний вік | Працездатний вік | Постпрацездатний вік |
| -------- | ------- | ------------------ | ---------------- | -------------------- |
| Чоловіки | 134     | 27                 | 93               | 14                   |
| Жінки    | 118     | 28                 | 66               | 24                   |
| Разом    | 252     | 55                 | 159              | 38                   |